# Noah Williams
Noah Oliver Williams (Londres, 15 de maio de 2000) é um saltador britânico. Ele levou a medalha de bronze na plataforma de 10 metros nas Olimpíadas de Verão de 2024, o terceiro saltador britânico a fazê-lo naquele evento. No evento sincronizado de 10 metros nos mesmos Jogos, Williams ganhou a prata com o parceiro Tom Daley.
Várias vezes medalhista em campeonatos mundiais e europeus pela Grã-Bretanha, Williams também é o campeão dos Jogos da Commonwealth de 2022 em ambos os eventos sincronizados (masculino e misto), representando a Inglaterra.

## Carreira
Williams é de Hoxton em Hackney, Londres. Ele tinha cerca de nove anos quando tentou saltar pela primeira vez – enquanto estava na escola, ele viu um folheto do Crystal Palace Diving buscando talentos e foi experimentar o esporte, e foi aceito. Ele recebeu apoio do Hackney's Youth Sports Fund e ganhou o Hackney Sports Awards por seis anos. Ele agora treina no London Aquatics Centre.
Williams começou a saltar competitivamente em 2011 na competição ASA National Skills, e também competiu no National Age Group Diving Championships em 2013. Ele ganhou seu primeiro título nacional em 2015 no evento Grupo B de trampolim de 3 metros, e ganhou um bronze no salto sincronizado de 3 metros em sua estreia europeia. Em 2016, Williams venceu a British Junior Elite Platform, e ganhou outro bronze no Campeonato Europeu Júnior no mesmo evento. Ele também fez parte da equipe que ganhou o ouro no Campeonato Mundial Júnior.
Em 2017, fez parceria com Matthew Dixon na plataforma sincronizada masculina de 10 metros no evento FINA Grand Prix realizado em Gatineau, Canadá, e ganhou uma medalha de ouro. Ele também competiu na plataforma de 10 metros no Europeu Júnior em Bergen, Noruega, e ganhou uma medalha de prata atrás de seu parceiro de mergulho Matthew Dixon. A dupla também ganhou uma prata nos 10 metros sincronizado. No Campeonato Europeu de Saltos de 2017, Williams e Dixon conquistaram seu primeiro título internacional sênior, ganhando um bronze na plataforma de 10 metros sincronizada.
Com o parceiro Tom Daley, Williams ganhou a medalha de prata na plataforma sincronizada masculina de 10 metros nas Olimpíadas de Verão de 2024. Mais tarde nos Jogos, Williams ganhou uma medalha de bronze na plataforma individual de 10 metros.